# Гора (област)
 Тази статия е за областта в Албания и Косово.  За екосистемата вижте Гора.  
Го̀ра е историко-географска област, разположена в южната част на Косово и в североизточната част на Албания. Населена е основно с гора̀ни.

## География
Гора е разположена между планините Шар, Кораб и Коритник тя представлява планински район разполагащ с гъсти вечнозелени гори. Общата ѝ площ е 433 км², от които в косовската част, наричана още Призренска Гора, се отнасят 385,6 км². Гора се намира в горната част от басейна на река Люма, по долното течение на нейния приток Плава, и по течението на нейните долни леви притоци, включително Млика.

## История
Гора се споменава за първи път в 1348 година като жупа (област) в писмен документ на царството на Стефан Душан, с който се подаряват седем села на призренския манастир „Свети Архангели“. Впоследствие за Гора се споменава и през 1452-1455 година в турски дефтери като нахия Гора. За първи път ислямът се появява в областта през 1690 година. Първото ислямизирано село е Кръстец, а последното село — Брод. Последната християнка, Божана, умира в Брод през 1856 година.
След Балканските войни областта Гора влиза в състава на Сърбия. По време на Първата световна война, в края на 1915 година, до началото на май 1916 година, е администрирана от български власти, след което преминава под Австро-унгарско управление. По време на войната в областта настъпва глад, преодолян благодарение на помощите от българските власти. През 1918 година Гора е включена в състава на КСХС. През 1925 година, при определянето на границата между КСХС и Албания, областта окончателно е разделена на две части.
Според преброяването от 1991 г. в областта 91,68% се самоопределят като мюсюлмани (горанци), а 5,35% като албанци. Ислямът е основната религия в района, а местните жители говорят торлашки диалект, наричан „нашински“.
Между 1991 и 1999 г. сръбската част на областта е отделна община. След като Косово става протекторат на ООН, към Гора (Драгашка община) отново е придаден и населения с албанци район на Ополе.

## Селища
В косовската част на Гора, така наречената Призренска Гора има 18 селища с горанско мнозинство – Горна Рапча, Долна Рапча, Горни Кръстец, Долни Кръстец, Орчуша, Любовища, Радеша, Лещане, Кукаляне, Вранище, Млике, Диканце, Глобочица, Бачка, Брод, Зли поток, Крушево, Рестелица. Надморската им височина е между 960 м. (Орчуша) и 1450-1650 м. (Рестелица). Горани живеят и в общинския център град Драгаш (Шар).
В албанската част на Гора, така наречената Кукъска Гора, най-голямото горанско село в Албания е Шищевец (Шищейец) - 1500 души. Останалите осем горански села в Албания са: Борие (Борье), Орешек, Църнолево, Оргоста, Кошарище, Запод, Пакища и Очикле.